# Ludwig Franz Amelung
Ludwig Franz Amelung (* 28. Mai 1798 in Bickenbach; † 19. April 1849 in Hofheim, heute Ortsteil von Goddelau in der Büchnerstadt Riedstadt) war ein deutscher Arzt, Psychiater und Fachautor.

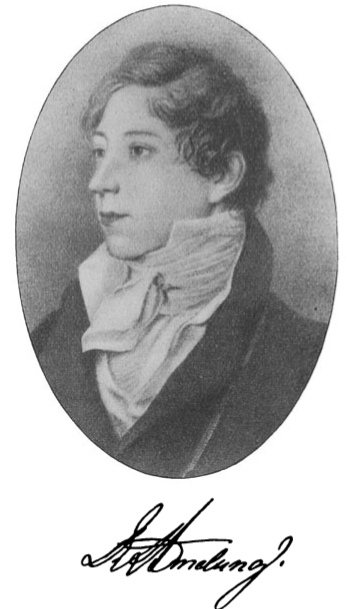
Ludwig Franz Amelung (1798–1849)

## Leben
Der Vater, Carl Christian Gottlieb Amelung (1769–1823), großherzoglich-hessischer Generalstabsmedicus am Militärlazarett in Bickenbach, entstammte einer Pfarrersfamilie; die Mutter war Catharina Elisabeth, geb. Dambmann (1775–1817). Seine Schwester Juliane Wilhelmine Friederike (1765–1845) war die Ehefrau von Christoph Wilhelm Hufeland. Ludwig Franz kam schon im Alter von zwei Jahren zur Erziehung in die Hauptstadt Darmstadt, wo er nach der Elementarschule das Gymnasium besuchte. Im Herbst 1816 immatrikulierte er sich an der Universität in Jena und studierte während seines Aufenthalts von 1 ½ Jahren Anatomie, Physiologie, Pathologie und medizinische Hilfswissenschaften u. a. bei Johann Wolfgang Döbereiner, Johann Friedrich Fuchs, Lorenz Oken, Karl Wilhelm Stark und Wilhelm Karl Friedrich Suckow. Anschließend wechselte er nach Berlin und setzte sein Studium bei seinem Onkel Christoph Wilhelm Hufeland und/oder dessen Bruder Friedrich Hufeland sowie bei Karl Asmund Rudolphi, Gustav Behrend, Albrecht von Graefe, Eduard Caspar von Siebold, Johann Nepomuk Rust und Emil Osann fort. Ende 1819 promovierte er und legte auch die preußischen Staatsprüfungen ab. 1820 trat er mit seinem Freund Philipp Joseph Horsch eine wissenschaftliche Reise an, die sie nach Paris, durch die Schweiz und Oberitalien bis Bologna und Venedig führte. Nach einem krankheitsbedingten 4-wöchigen Aufenthalt in Vicenza kehrten sie über Wien, Salzburg und Prag nach Darmstadt zurück. Die Reise hatte vor allem dazu gedient, im Rahmen der praktischen Ausbildung medizinische Einrichtungen, insbesondere Kliniken für Augenheilkunde und Geburtshilfe zu besuchen und ihre Einrichtungen zu studieren. In Darmstadt legte Amelung eine weitere Prüfung vor dem Medizinalcolleg ab und begann danach seine praktische Tätigkeit.
Am 1. Oktober 1821 trat Amelung eine Stellung als ärztlicher Leiter des hessen-darmstädtischen Landeshospitals für Alte, Unheilbare und Geisteskranke in Hofheim bei Darmstadt (ab 1904 Hessische Landes-Heil- und Pflegeanstalt Philippshospital bei Goddelau, Kreis Groß Gerau) im Rang eines Medizinalrates an, in der bei seinem Eintritt etwa 250 geisteskranke und weitere 50 Patienten untergebracht waren. Er erweiterte hier seine Kenntnisse insbesondere im Bereich der Geisteskrankheiten und verbesserte systematisch die Einrichtung des Hospitals. Er forderte vehement die Achtung der menschlichen Würde bei Geisteskranken und setzte sich für die Abschaffung der bis dahin noch weitgehenden Verwendung von Zwangsmaßnahmen – u. a. Schlagen mit Ruten, Stöcken und Peitschen, Drehen auf dem Drehstuhl bis zur Bewusstlosigkeit, Fesselung mit Ketten und Fußklötzen, Schockkuren, Brennen mit glühenden Eisen und vieles mehr – in der Patientenbehandlung ein. In seiner psychiatrischen Praxis und seinen wissenschaftlichen Werken vertrat Amelung im Gegensatz zu der früheren philosophischen Richtung die somatische Schule: Ausgehend vom Standpunkt der Einheit von Leib und Seele suchte er psychische Leiden durch ihre Erforschung nach physiologischen und pathologischen Erscheinungen und durch die Behandlung organischer Störungen zu beheben, denn nach seiner Meinung werden die „Abnormitäten der Geistesfunktionen“ von einer „Veränderung im Organischen“ des Körpers verursacht und Seele und Körper, der „beseelt“ sei, in Beziehung stünden. Auch über die Wirkungen pflanzlicher Naturheilmittel auf psychische Störungen forschte er. Nach einem Besuch der Musteranstalt in Siegburg 1827 wandte sich Amelung mit Reformvorschlägen und Plänen für einen Neubau der Anstalt an die hessische Regierung, erhielt jedoch lediglich Gelder für Umbauten. Am 16. April 1849 verletzte ihn ein als nicht zurechnungsfähig eingelieferter Mörder durch einen Stich in den Unterleib, an dessen Folgen er drei Tage später im Hospital Hofheim starb. Er hinterließ seine Ehefrau mit sieben, meist unversorgten Kindern.
Die philosophisch-medizinische Gesellschaft zu Würzburg ernannte Amelung am 25. August 1827 zu ihrem Mitglied.

## Schriften (Auswahl)
Amelung verfasste zahlreiche Abhandlungen und Aufsätze in medizinischen Fachzeitschriften, darunter:
- Geschichtliche Bestätigung der Wuthbläschen (Lysses), nebst analogen Andeutungen auf die Wichtigkeit der Speicheldrüsen bei dieser Krankheit, in: Hufeland‘s Journal für die praktische Heilkunde. Bd. 59, Dezember 1924, S. 88–98. – Beobachtungen und Bemerkungen über mehrere Krankheiten des Weibes (Störung der Menstruation; Hämorrhoides uteri et vaginae; Puerperalfieber; Galactorrhoea). Ebda., Bd. 66, April 1828, S. 58–101; Mai 1828, S. 68–77. – Über die Anwendung des Stechapfels (Datura Stramonium) in der Geisteszerrüttung und verschiedenen andern Krankheiten. Ebda., Bd. 67, November 1828, S. 74–106. – Einige Bemerkungen über die Einreibung der Brechweinsteinsalbe auf dem Kopf in Geisteskrankheiten, im Vergleich mit der Anwendung des Glüheisens. Ebda., Bd. 69, September 1829, S. 86–92.
- Kurze Nachricht von dem Hospitale und Irrenhause Hofheim im Großherzogthum Hessen, nebst beigefügten Krankengeschichten, in: Friedrich Nasse (Hrsg.): Nasse‘s Zeitschrift für Anthropologie. Carl Cnobloch, Leipzig 1824, 4. Heft, S. 321, online auf den Seiten der Bayerischen Staatsbibliothek – Über die näheren materiellen Bedingungen der psychischen Krankheiten. Bemerkungen veranlasst durch Bayle‘s neue Lehre über diese Krankheiten. Ebda, Heft 1, 1826, S. 150–196, online auf den Seiten der Bayerischen Staatsbibliothek – Über den Einfluß der Atmosphäre auf den menschlichen Körper und ihre Rückwirkung auf Geist und Gemüth. Ebda., Heft 2, 1826, S. 201–228, online auf den Seiten der Bayerischen Staatsbibliothek
- Vagitus uterinus, in: Adolph Henke (Hrsg.): Zeitschrift für Staatsarzneikunde. Bd. 10, Palm & Enke, Erlangen 1825. – Betrachtungen über die Gränzen der Zurechnungsfähigkeit. Mit Anmerkungen von A. Henke. Ebda., Bd. 13, 1827, Heft 1, S. 47–120. – Bemerkungen über die Einrichtung von Irrenanstalten und über die Behandlung der Irren. Ebda., 1839, 3. Vierteljahrheft, S. 38–92.
- Einige Beobachtungen über die äußerliche Anwendung des Sublimats in Geschwüren und chronischen Ausschlagskrankheiten, in: Gräfes und von Walther‘s Journal für die Chirurgie und Augenheilkunde. Band IX, Heft 2–5.
- Über die Seele des Menschen und ihre Verbindung mit dem Körper. Ein psychologischer Versuch, in: J. B. Friedreich (Hrsg.): Magazin für die philosophische, medizinische und gerichtliche Seelenkunde. Würzburg 1829.
- Bericht über die im Jahre 1833 und 1834 im Landeshospital und Irrenhause Hofheim bei Darmstadt vorgekommenen Krankheitsfälle, in: Schmidt‘s Jahrbücher der in- und ausländischen gesammten Medicin. Jg. 1836. 2. Band. Leipzig, S. 85–101.
- Gutachten über die Zurechnungsfähigkeit des der Ermordung seiner Ehefrau angeklgten Jacob Loos von Erbesbüdesheim, in: Allgemeine Zeitschrift für Psychiatrie und psychisch gerichtliche Medicin, herausgegeben von Deutschlands Irrenärzten in Verbindung mit Gerichtsärzten und Criminalisten unter der Redaction von Damerow, Fleming und Roller, 6. Bd., August Hirschwald, Berlin 1849, S. 79–99.

in Buchform erschienen:
- Disquisitiones quaedam de contagiorum natura. Medizinische Inaugurialdissertation an der Universität Berlin. Druck bei Conrad Feister, Berlin 1819.
- Allgemeine Vorschriften zur Behandlung der Irren und zur Verhütung der Geisteszerrüttung. Zunächst für Nichtärzte bestimmt. Wilhelm Ludwig Wesché, Frankfurt a. M. 1827.
- (mit Friedrich Bird): Beiträge zur Lehre von den Geisteskrankheiten. Carl Wilhelm Leske, Darmstadt 1832/1836.

Herausgeber:
- Aerztliche Untersuchung der Criminalprocesse von Léger, Feldtmann, Lécouffe, Jean-Pierre und Papavoine, bei welchen eine Geisteszerrüttung als Vertheidigungsmittel vorgeschützt wurde; nebst Betrachtungen über die moralische Freiheit in gerichtlich-medizinischer Hinsicht, von Dr. [Etienne J.] Georget. Aus dem Französischen übersetzt von Dr. F. Amelung am Irrenhause zu Hofheim bei Darmstadt. C. W. Leske, Darmstadt 1827.
- Francis Willis: Über Geisteszerrüttung. Aus dem Englischen. Carl Wilhelm Leske, Darmstadt 1828.
- (Mit G. Schatzmann): Über die Reinlichkeit, ihrem Einfluß auf die Gesundheit und ihren Wirkungen auf die Erhaltung der körperlichen Schönheit, auf das Wohlsein und auf die Dauer des Lebens. Aus dem Französischen. Carl Wilhelm Leske, Darmstadt 1828.
- Chirurgische Klinik, eine Sammlung von Erfahrungen in den Feldzügen und Militärhospitälern von 1792 bis 1829. Vom Baron D. J. Larrey, (…). Im Auszuge aus dem Französischen mit einigen Anmerkungen herausgegeben von Dr. F. Amelung, Hospizarzts zu Hofheim (…). 2 Bände. Mit je 15 Abbildungen. Carl Wilhelm Leske, Leipzig und Darmstadt 1831.
- Über den Begriff, das Wesen und die Pathogenie der psychischen Krankheiten, herausgg. von Franz Amelung und Friedrich Bird. Band 1. Darmstadt 1832.
- Grundriss der speciellen Pathologie mit besonderer Rücksicht auf die pathologische Anatomie von Herbert Majo (…) London. Aus dem Englischen übersetzt und mit einigen Zusätzen und Bemerkungen herausgegeben von Dr. F. Amelung, Großherzoglich hessischem Medicinalrathe, dirigirendem Arzte an dem Landeshospital und Irrenhause Hofheim bei Darmstadt und korrespondirendem Mitgliede mehrerer gelehrter Gesellschaften. 1. und 2. Abtheilung. Carl Wilhelm Leske, Darmstadt 1838 und 1839.